# Kronskogsnymf
Kronskogsnymf (Thalurania colombica) är en fågel i familjen kolibrier.

## Utseende
Hane kronskogsnymf är mycket praktfull i smaragdgrönt och violett, men verkar ofta helmörk. Stjärten är rätt lång och djupt kluven. Honan är rätt färglös och enfärgad, med svart näbb, grönfläckiga flanker och blåsvart stjärt med vitaktiga hörn.

## Utbredning och systematik
Kronskogsnymf förekommer i Central- och Sydamerika, från Belize till nordligaste Peru. Den delas in i åtta underarter i fyra grupper med följande utbredning:
- venusta/townsendi-gruppen
  - Thalurania colombica townsendi – från Belize österut till Guatemala och sydöstra Honduras
  - Thalurania colombica venusta – från östra Nicaragua till västra Panama
- colombica/rostrifera-gruppen
  - Thalurania colombica colombica – norra Colombia och nordvästra Venezuela
  - Thalurania colombica rostrifera – nordvästra Venezuela (sydvästra Táchira)
- fannyi-gruppen
  - Thalurania colombica fannyi – från östra Panama till västra Colombia
  - Thalurania colombica subtropicalis – västra centrala Colombia (Caucadalen och intilliggande västra och centrala Anderna)
  - Thalurania colombica verticeps – Stillahavssluttningen i Anderna i sydvästra Colombia och nordvästra Ecuador
- Thalurania colombica hypochlora – låglandet mot Stilla havet i Ecuador och i nordligaste Peru

Tidigare betraktades fannyi-gruppen inklusive hypochlora som en egen art, grönkronad skogsnymf (T. fannyi).

## Levnadssätt
Kronskogsnymfen hittas i städsegrön skog och skogsbryn i tropiska låglänta områden, ofta nära rinnande vattendrag. Den födosöker huvudsakligen lågt tilll medelhögt i den skuggiga undervegetationen, men kan komma till kolibrimatningar i skogskanter och gläntor.

## Status och hot
Arten har ett stort utbredningsområde, men tros minska i antal, dock inte tillräckligt kraftigt för att den ska betraktas som hotad. Internationella naturvårdsunionen IUCN listar arten som livskraftig (LC). Världspopulationen uppskattas till mellan fem och 50 miljoner vuxna individer.